# برادلي فليت
برادلي فليت (بالهولندية: Bradley Vliet) هو لاعب كرة قدم هولندي، ولد في 24 مارس 1998 في روتردام في هولندا يلعب في نادي دبي سيتي الإماراتي. احتر في الإمارات في نادي الصقور العربية ونادي دبي سيتي.

## وصلات خارجية
- برادلي فليت على موقع قاعدة بيانات كرة القدم.إي يو (الإنجليزية)
- برادلي فليت على موقع Soccerway.com (الإنجليزية)
- برادلي فليت على موقع عالم كرة القدم.نت (الإنجليزية)